# Tesamorelin
Tesamorelin (INN) (tên thương mại Egrifta) là một dạng tổng hợp của hormone giải phóng hormone tăng trưởng (GHRH) được sử dụng trong điều trị loạn dưỡng mỡ liên quan đến HIV. Nó được sản xuất và phát triển bởi Theratechnology, Inc. của Canada. Thuốc là một peptide tổng hợp bao gồm tất cả 44 amino acid GHRH của con người với việc bổ sung nhóm axit trans -3-hexenoic.